# Mansoor Al-Harbi
Mansoor Ateeg Al-Sobhi Al-Harbi (Jidá, 19 de outubro de 1987), é um futebolista saudita que atua como lateral.

## Carreira
Foi convocado para defender a Seleção Saudita de Futebol na Copa do Mundo de 2018.